# 加斯科涅戰役 (1345年)
加斯科涅戰役（Gascon campaign）是英法百年戰爭初期，英格蘭對法蘭西加斯科涅地區發動的征服戰。發生在1345年8月到11月間，由德比伯爵葛洛斯蒙的亨利主導英格蘭─加斯科涅聯軍對抗諾曼第公爵約翰為首的法軍。雖然法軍軍力遠超英軍，但英軍在貝傑拉克戰役與歐貝羅什戰役中重挫法軍，使得士氣與威望隨著戰局一路倒向英軍，在該年末英軍幾乎完全控制整個加斯科涅，直到1360年的布勒丁尼條約法蘭西正式割讓西南法成為英格蘭合法領土。
這場戰役是英法百年戰爭爆發以來，英軍首次在陸上戰役中獲得重大勝利，並在接下來十數年間主導戰局走向。

## 背景
自1066年諾曼征服以來，英格蘭君主在法蘭西內部一直擁有爵位和封地，使英格蘭在一部份是屬於法蘭西的附庸國。在中世紀期間，英王在法蘭西內的采邑是兩國之間不斷戰爭的導火線。法蘭西君主一直有系統的關注英格蘭的力量增長，並找尋機會收回領土。數個世紀間，英格蘭在法蘭西的封地經過多次改變，但到1337年，只有剩下西南邊的加斯科涅與北邊的蓬蒂厄。加斯科涅地區的人民有著自己的語言與傳統，相對於會干涉內部事務的法王，他們較親近放任自由的英王。該地出產的高品質紅酒大量銷往英格蘭，為他們帶來龐大收益。隨著法王腓力六世和英王愛德華三世間的對立加劇，1337年5月24日，法王在巴黎的議會決定以愛德華背棄忠誠為由，將阿基坦公國，即加斯科涅地區，收回腓力六世手中。這個事件標誌長達116年的英法百年戰爭爆發。

### 加斯科涅

1330年的法蘭西王國
1214年由法蘭西王室控制
至1330年止從英格蘭手中收回
1330年英格蘭與英屬加斯科涅

14世紀前半，每年有超過1000艘船由加斯科涅前往英格蘭。其中載運超過1億公升的紅酒。由英格蘭王室徵收的波爾多紅酒超過其他徵收項目的綜合數量，並成為王國最大的收入來源。加斯科涅的首都波爾多有超過5萬人口，比當時倫敦更多，可能也更有錢。然而英屬加斯科涅最大的問題來自對英格蘭食物進口的依賴，任何固定船運受到阻撓都能造成加斯科涅陷入糧食危機，進而在經濟上癱瘓英格蘭，法蘭西也意識到這件事。
雖然加斯科涅是戰爭爆發的主因，但英王愛德華只對加斯科涅投入少量資源，且前一次英軍在歐陸上的入侵行動發生在法蘭西北部。前一次戰役期間，加斯科涅必須大幅依賴自身的資源，結果十分艱困。1339年，法軍圍攻波爾多，在被成功擊退前有大量法軍侵入城市內。一般而言，加斯科涅可以維持3000—6000名士兵，大多數都是步兵，不過2/3都被綁定為守軍。
英格蘭和法蘭西在加斯科涅的界線非常不明確。大地主的領地零星散布在各地，甚至可能效忠於不同王國。小地主通常只有一座塔樓，稍大的地主擁有城堡。防禦工事通常也設在交通檢查點，用於收過路費並限制軍隊通行，有加固防禦的城市沿著該區大量的河流依附在橋梁或堡壘邊。軍隊由於經常移動所以能覓食來自給自足，如果必須長時間駐留一地，例如必須進行圍城，則必須透過水運來運送補給物資與攻城器械。戰爭對擁有城堡或防禦點的地方貴族是種掙扎，造就他們易變的忠誠。數世紀來加斯科涅處於不穩定的政治環境，許多地方貴族無視國家關係，僅效忠較強大的一方。
到1345年，開戰後第8年，英格蘭控制的領土主要在巴約訥到波爾多之間的海岸線，以及零星分布在內陸的堡壘。法蘭西在過去英格蘭控制的加斯科涅地區中建立強大的防禦系統。其中幾座堡壘直接威脅到波爾多：東邊20英里（32）的利布爾訥讓法軍可以在一日間行軍到波爾多；吉倫特河北岸的布萊伊經過特別強化，位於波爾多下游25英里（40）阻斷其重要的海洋出口；朗貢要塞位於波爾多南部30英里（48）外，阻斷加龍河上游的聯繫，並負責運送法軍進攻波爾多的物資。

## 戰役

1345年8月到11月之間，兩軍在加斯科涅的主要移動路線。

### 計劃
愛德華三世在1345年初決定由三路進攻法蘭西。北安普頓伯爵將率小軍隊由布列塔尼登陸，一支稍大的軍團前往加斯科涅，由德比伯爵亨利率領。主力部隊將陪同愛德華一起前往法蘭西本土或法蘭德斯地區。前任加斯科涅總管尼可拉·德·拉·貝切被更資深的斯塔福德伯爵拉爾夫取代，他在2月率領增援部隊來到加斯科涅。1345年3月13日，德比伯爵被任命為國王在加斯科涅的副官並奉命在英格蘭本土徵集2000名士兵，並在加斯科涅當地繼續徵兵。
前任加斯科涅總管—尼可拉·德·拉·貝切，被更資深的斯塔福德伯爵拉爾夫取代，他在2月率領增援部隊來到加斯科涅。1345年3月13日，德比伯爵被任命為國王在加斯科涅的副官，受命在英格蘭籌建2000人的軍隊，並在加斯科涅現地繼續徵人。這份詳細的命令書有從加斯科涅戰役開始算起六個月的效期，愛德華有權在同樣條件下再延長6個月。德比伯爵被賦予高度自由權，例如他的戰略方針是：「若有戰爭，則盡己所能。」（si guerre soit, et a faire le bien q'il poet）
法蘭西情報人員揭露英軍的攻擊計畫將開啟三個戰區，但他們沒有足夠資金徵集能應對三線的軍力。他們正確的預測英軍主力將會在北方登陸，因此將資源投入該地，計劃在7月22日於阿拉斯集結主力軍隊。西南法被鼓勵自力抗爭，但由於早先於1343年簽訂的馬萊斯特魯瓦和約仍在效期內，當地貴族不願投入資金，沒有多做準備。

### 正式出兵

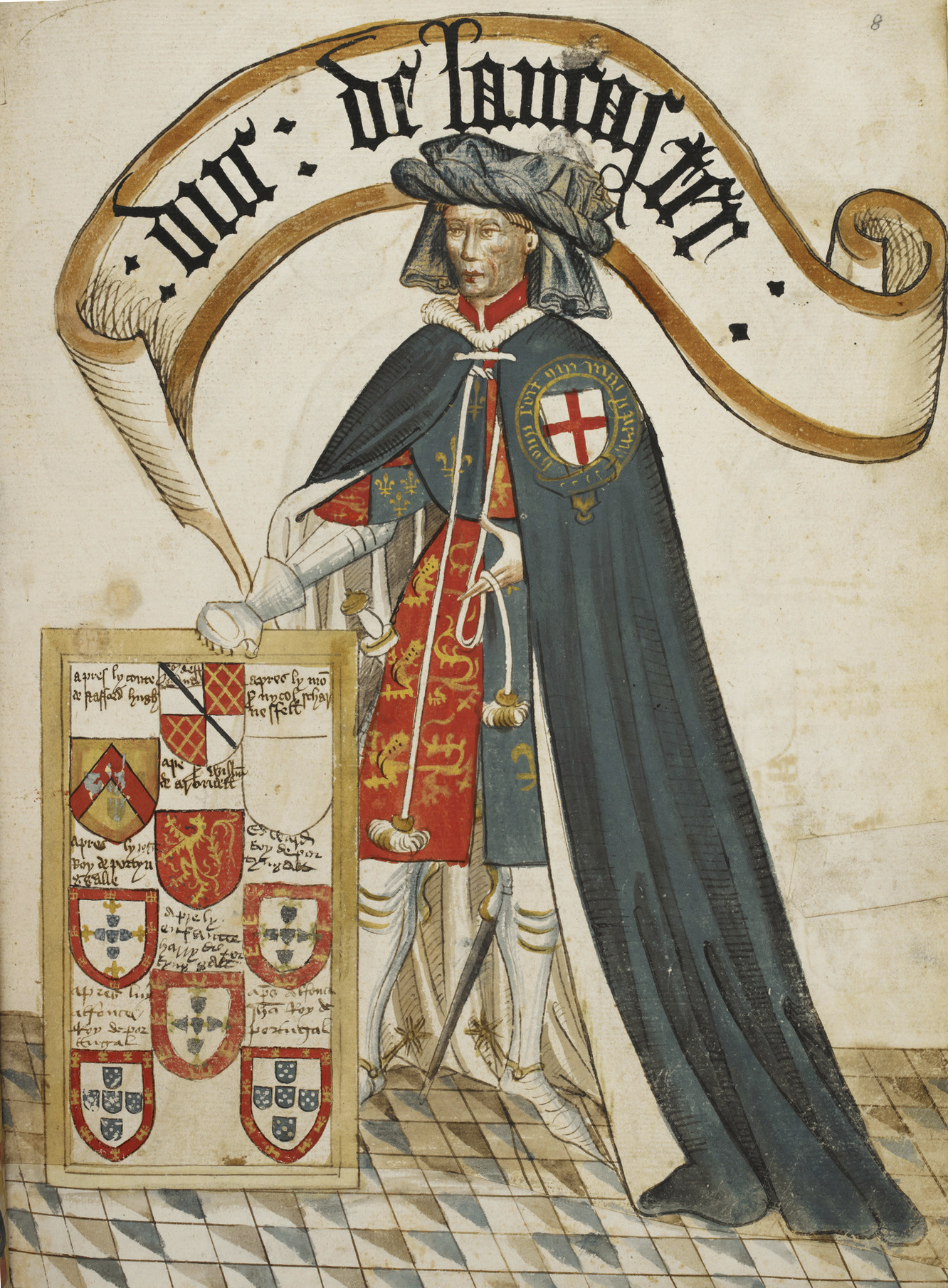
葛洛斯蒙的亨利：第一代蘭開斯特公爵、德比伯爵。

德比伯爵的部隊在5月底由南安普敦啟程。由於天候狀況差，他的艦隊151艘船被迫在法爾茅斯停留數周，最後在7月23日抵達加斯科涅。斯塔福德伯爵預期德比會在5月下旬抵達，並嗅到法軍的弱點，決定自己先出兵。六月初，加斯科涅軍佔領了多爾多涅的蒙特拉韋與蒙布雷頓兩座大型但守備薄弱的城堡。兩者都是在奇襲下成功奪取，並也撕毀了馬萊斯特魯瓦和約。
斯塔福德伯爵向北對布萊伊發動圍城，當地領主率領1000披甲戰士與3000步兵跟隨。完成圍城後，他留下加斯科涅人，前往波爾多南方的朗貢，並發動第二個圍城。英格蘭—加斯科涅聯軍的兩個圍城都能由水路進行補給。而法軍發布緊急召集令。
同一時間，一小群獨立的加斯科涅兵團在區域內掠奪，一些當地的法蘭西團體也加入他們。使得許多小貴族倒向英格蘭—加斯科涅聯軍。他們有多次顯著的成功，然而成效僅止於束縛住弱小的法蘭西守軍並讓他們請求援軍。少數的法軍部隊沒有駐紮在堡壘內，則是被自己發動的圍城戰絆住：例如阿熱奈的卡瑟納伊；孔東附近的蒙尚；貝傑拉克南部，堅固但缺乏戰略價值的蒙屈克城堡。許多地區都沒有防備。
愛德華的主力部隊在6月29日啟航，他們在法蘭德斯的斯魯伊斯下錨直到7月22日，因為愛德華必須處理一些外交事務。當他們再度啟航時，原定要登陸諾曼第，然而艦隊卻被風暴吹散，接下來數周，分散的船隻分別前往附近英格蘭港口。在船上待了超過5周後，人馬必須下船休息。國王與他的議會（Curia regis）又花了一周商討下一步如何行動，結果顯示英軍主力在冬季來臨前無法做出任何行動。法王腓力六世注意到這點，向布列塔尼與加斯科涅派出援軍。波旁公爵皮埃爾在8月8日被任命為西南部前線總指揮。

### 貝傑拉克與歐貝羅什戰役
1345年8月9日，德比伯爵帶領500名披甲戰士和1500名英格蘭和威爾斯長弓手抵達波爾多，其中500人乘馬來增加機動性，另外還帶來各種功能的輔助部隊，例如一支24人組成的採掘團隊。有許多的長弓手和一些披甲戰士是重罪犯，他們被給予保證，若全程在這場戰役中服役便能得到赦免，不過大多數士兵，包含重罪犯已經是參加過其他場戰役的老兵。德比伯爵又花了兩周招募與組織部隊，然後率軍向朗貢出發，和斯塔福德伯爵合流並接管指揮權。此時的斯塔福德伯爵採取小心翼翼的策略，但德比伯爵不一樣，比起花時間進行圍城戰，他想趁法軍集結完成前發動正面攻擊。由波旁公爵貝特朗·德·利勒率領的軍隊尚未抵達，他聽說德比伯爵到達，決定撤退到波爾多東部60英里（97）的貝傑拉克，是當地交流中心以及重要戰略城鎮，有著多爾多涅河上最重要的橋梁。對法軍而言是很方便集結部隊並徵召援軍的位置。
經過戰爭會議後，德比伯爵決定在該地正面攻擊法軍。若佔領該鎮將會提供波爾多很好的水運連結，可以成為英格蘭—加斯科涅聯軍的基地推進戰線。也能夠強迫法軍放棄圍攻附近的蒙屈克城堡，並切斷法軍在多爾多涅南北間的連結。英軍相信若可以打敗或轉移法軍原野部隊的注意，城鎮便能輕易地奪下。對法軍來說，經過8年間的戰爭，一直採取守勢的英格蘭—加斯科涅軍不會轉守為攻。

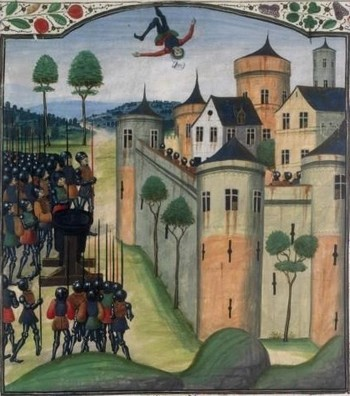
傅華薩《大事記》中的插畫

8月26日，德比伯爵快速移動並奇襲法軍，在貝傑拉克戰役中重創法軍。戰鬥的細節在原始資料中有很多不清楚或矛盾之處，不論如何，法軍的傷亡十分慘重，大量人數陣亡或被俘。俘虜包含佩里戈爾總管—亨利·德·蒙蒂尼，其他十位高階貴族與大量低階貴族。德比伯爵從贖金中賺取約£34,000（2025年約值35,000,000英鎊），大約是他個人領地四年的收入。法軍的生還者集結到貝特朗·德·利勒旗下並撤退到北方的佩里格。在數日內的戰鬥，貝傑拉克被英格蘭—加斯科涅軍攻陷，並慘遭掠奪。戰略上，英格蘭—加斯科涅軍確保了未來行動的重要據點；政治上，向尚未決定支持者的地方貴族展示英軍仍然具有不可忽視的戰力。
德比伯爵花了兩周的時間重整態勢，將大批守軍留在城鎮，帶領6000─8000人前往北邊伊勒河谷的英格蘭—加斯科涅要塞米西當。接著向西推進到該省首都佩里格，沿路拿下多座據點。佩里格的防禦設施老舊且損毀嚴重，但是法軍大量的守軍防止英軍發動攻擊。德比伯爵封鎖佩里格，並占領附近主要道路上的堡壘。法王腓力六世的兒子暨繼承人，諾曼地公爵約翰，取代波旁公爵的位置並集結據報2000人的部隊進入地區內。10月初，一支大分隊解除佩里格的封鎖並驅逐德比伯爵的軍隊，他們退往波爾多。更多的法蘭西援軍開始圍攻英格蘭據點。
路易·德·普瓦捷指揮7000法軍圍攻歐貝羅什城堡，於佩里格東邊9英里（14）。歐貝羅什聳立在歐韋澤爾河邊的高岩上俯視流域。法軍將營地設在兩處，一處靠近河流位在城堡與村落之間，一處較小規模的營地設在北邊防止敵軍前來解圍。編年史家尚·傅華薩記載了一個有點誇張的事件，一位士兵帶著尋求支援的信件前往英軍駐地被抓到，法軍用重力拋石機將他丟回城內。另一個信使成功抵達德比伯爵處，此時他已經重新集結1200名英格蘭—加斯科涅士兵回到前線：共有400名披甲戰士，800名乘馬弓箭手。
經過一晚的行軍，德比伯爵在10月21日晚餐時間發動歐貝羅什戰役，將法軍打的措手不及並造成嚴重初始傷亡。法軍重整態勢並持續反抗，直到城堡守軍發動突圍，繞到法軍背面，他們才潰散，遭到德比伯爵的騎馬戰士無情追殺。許多法蘭西貴族被俘虜，低階戰士則依慣例被殺。法軍指揮路易·德·普瓦圖傷重不治身亡。存活的俘虜包含第二指揮貝特朗·德·利勒、2名伯爵、7名子爵、3名男爵、克勒蒙與土魯斯總管、教宗的姪子以及許多未計數的騎士。這一日的俘虜為德比伯爵和他的軍隊賺來至少£50,000（2025年約值52,000,000英鎊）的贖金。接下來的一年法王腓力六世從王室財產貢獻大量贖金。

### 掃蕩
諾曼地公爵收到戰敗消息時十分憂傷，有紀錄表示他卸下指揮權回歸巴黎，但被父王復職並送回戰區。法軍放棄對其他英格蘭—加斯科涅據點的圍攻。遽聞法軍整體崩潰：士兵沒有得到薪資、甚至沒有食物、馬也缺乏糧草、部隊將裝備出售。即使人數上大幅超越英格蘭—加斯科涅聯軍，諾曼地公爵將軍隊撤回昂古萊姆並解散，可能是法軍已經用罄資金。德比伯爵在接下來五個月幾乎沒有遭遇任何反抗。

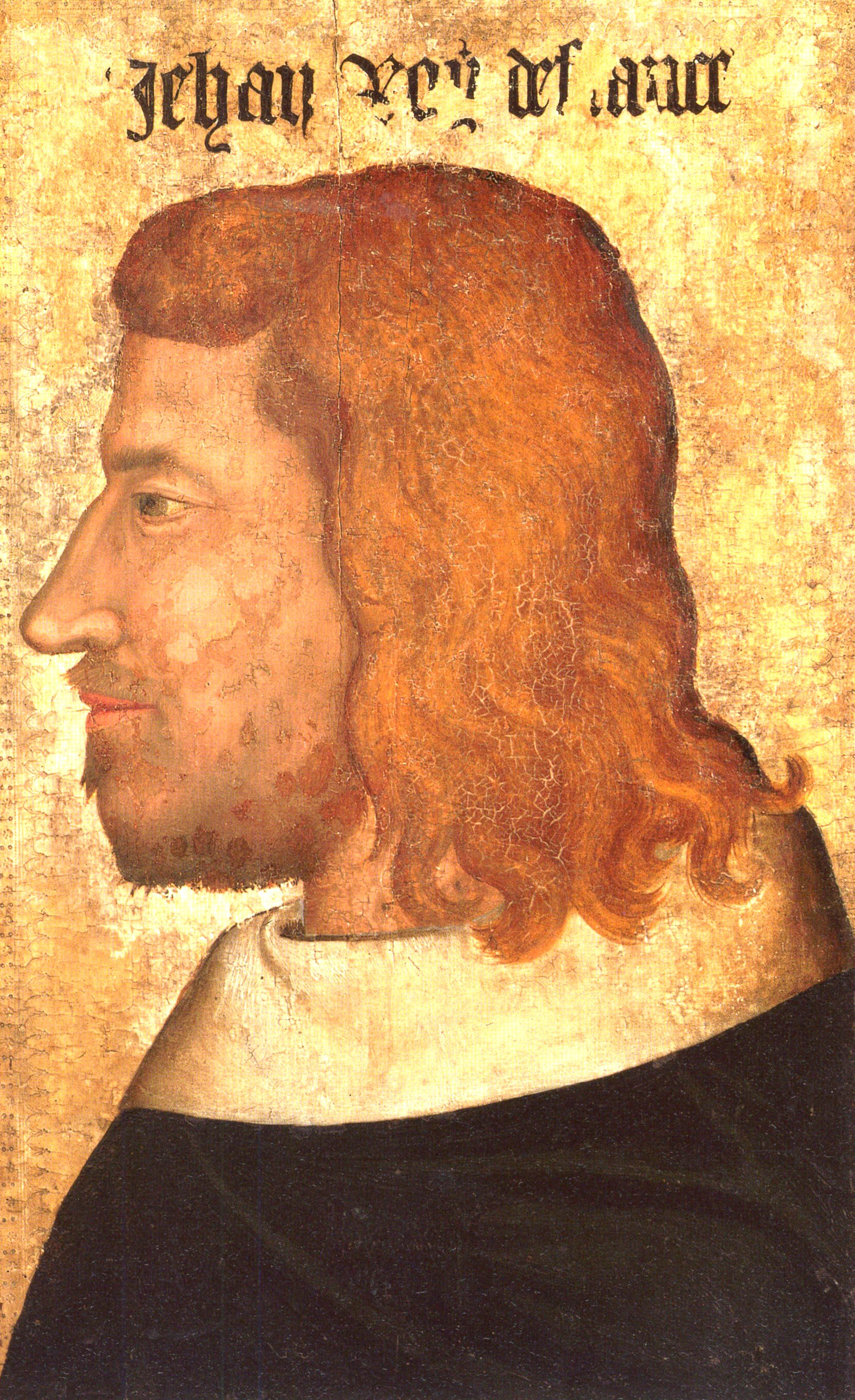
諾曼地公爵約翰的肖像。（未來的法王）

德比伯爵在勝利後返回南邊基地應對冬季來臨。他開始掃蕩英格蘭控制區邊界上的法軍堡壘：佩勒格呂的小城堡投降；蒙塞居遭到蹂躪。他接著前往攻略固若金湯的城鎮拉雷奧爾。這個據點為加龍河北岸的關鍵位置，距波爾多僅有35英里（56）。這個城鎮在21年前被法蘭西攻下前屬於英格蘭，擁有高度的自主性與豐厚的貿易利益，但在法蘭西控制下失去。11月8日，市民和德比伯爵商議過後，轉移法軍大批守軍的注意向英格蘭開城，守軍逃往城堡內，仍然擁有可觀的戰力，英軍開始對城堡進行地道戰。守軍答應有條件投降，若城堡在五周內未被解圍，則守軍將放棄城堡。他們被允許向諾曼地公爵聯絡，但是他才剛將軍隊解散，且正值深冬他也做不了什麼。1346年1月初，守軍放棄城堡交給英軍，城市重新獲得他的特權。德比伯爵在冬天結束前停留在拉雷奧爾。
在這些事件發生的期間，加斯科涅軍團解散，許多英軍士兵也乘船返鄉。在邊境地區士氣與聲望隨著戰役倒向英格蘭，帶來大量稅收與兵力徵召，在主力部隊返鄉過冬後，部分英格蘭—加斯科涅軍仍繼續活躍。他們掃蕩加龍河拉雷奧爾下游地帶的法軍，並沿路掠奪弱小的法軍城鎮、城堡與小型堡壘。自夏季開始對抗斯塔福德伯爵的朗貢被攻下。在一些法軍駐守的城鎮，市民說服法軍撤離，好在可能的危險或攻城、掠奪前向德比伯爵投降。
有一個案例是市民趁法軍睡覺時將他們捕伏並驅趕出城。法軍駐軍指揮官在11月寫了一封信向腓力六世告知城鎮以「日」為單位向英軍倒戈。法蘭西守軍也因此喪失戰意。
波旁公爵被任命為新加斯科涅總管，卻意外地遭到突襲。11月底，'斯塔福德伯爵向至關重要的城鎮艾吉永進軍，該鎮控制加龍河與洛特河的匯流處，可以說是掌控加斯科涅的關鍵。鎮民襲擊駐軍並為英軍打開城門。到了1346年3月，整個阿熱奈幾乎完全落入英格蘭手中。波旁公爵僅控制省分首都阿讓以及四座城堡，都遭到英軍封鎖，士氣低落。當波旁公爵嘗試在阿讓建立新軍隊時與市民爆發了衝突。數名義大利傭兵遭私刑處決，當地貴族宣示效忠英格蘭並帶領大量隨從加入。

## 評價

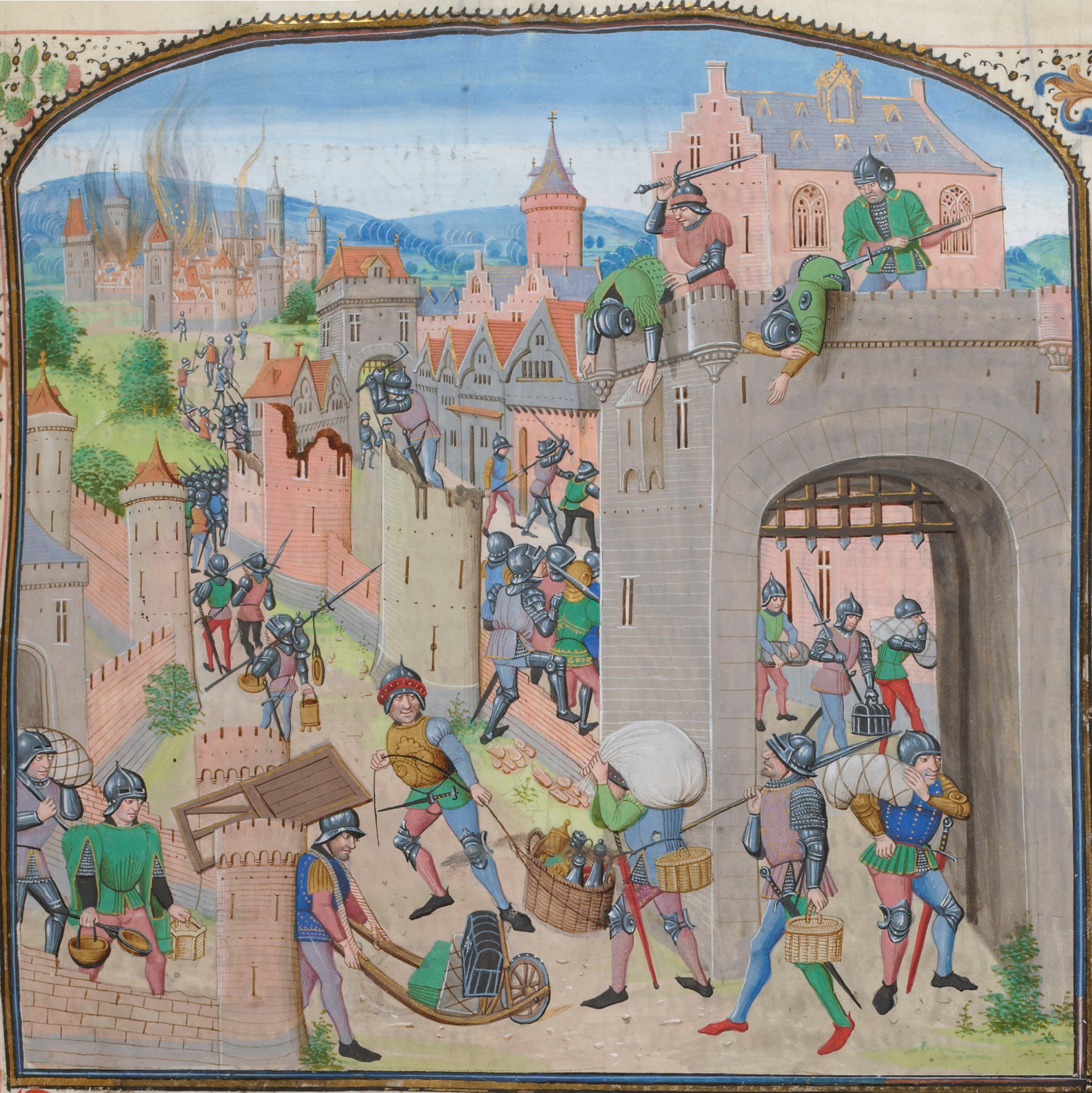
城鎮遭到掠奪

這場戰役對法蘭西來說是場災難，他們失去了大量城鎮與城堡，遭到慘重的傷亡且許多貴族被俘虜，直到付出贖金為止都不能參戰，而這些贖金大多又為英軍的戰役帶來資金挹注。法蘭西在西南部的城鎮與堡壘花費大量資金緊急修復防禦工事，或者進行加固，在某些狀況下還拆除其他堡壘當作建材。他們同樣為了充足的駐軍花費大量金錢。然而法軍難以在該地徵稅、也很難說服其他地方的人到遠方服役。這樣的狀況擴大到戰役以外的地區。
現代史家讚賞德比伯爵在戰役中展現的將才：高超且革命性的戰略家；達到天才的高度；極度聰明；令人驚豔地；充滿才智。一位編年史家在戰役發生50年後描述他是「世界上最厲害的戰士」。這四個月的戰役被稱為「百年戰爭開戰8年來第一次成功的陸上戰役」。德比伯爵接著又在1346年領導另一個成功的戰役。

## 後續
1346年，法蘭西決定將主力放在對抗加斯科涅。在戰役季節初期集結一支「大幅超越」德比伯爵能徵集的人數的部隊，由諾曼第公爵領導向加龍河谷出發。他們的計畫是重奪拉雷奧爾，要達成這個目的密需先奪回艾吉永來確保補給線。斯塔福德伯爵負責指揮900名英格蘭—加斯科涅守軍，在艾吉永圍城戰中撐住8個月。德比伯爵將英格蘭—加斯科涅主要軍力集結在拉雷奧爾，作為對法軍的威脅，同時也確保他們無法完全封鎖城鎮。但英軍也發現他們的補給線也受到嚴重侵擾。
愛德華三世同一時間在英格蘭聚集一支大規模軍隊，法蘭西人注意到這件事，但是預測他們會航向加斯科涅幫艾吉永解圍。然而他們在7月登陸諾曼第，戰略上成功奇襲法蘭西並發動騎行劫掠作戰。腓力六世指派他兒子放棄圍城並向北進軍，經過幾天延誤後約翰才在兩周後抵達皮卡第，這時腓力六世已經在克雷西會戰中慘敗造成慘重損失。德比伯爵的作戰地區變成無防備狀態，他便讓本地的加斯科涅人對該區法軍幾個主要堡壘發動圍城。德比伯爵自己帶了約兩千人離開拉雷奧爾發動騎行劫掠作戰（chevauchée），一種透過乘馬跨速進軍並沿路掠奪破壞的戰術。在接下來兩個月對法蘭西帶來毀滅性的打擊。不只加斯科涅，連阿基坦公國也落入英格蘭手中。在1360年的布勒丁尼條約由法蘭西正式割讓前一直在英格蘭控制下。

### 腳註
1. 1 2  Gribit 2016，第1頁.
2. ↑  Prestwich 2007，第394頁.
3. ↑  Harris 1994，第8頁.
4. ↑  Crowcroft & Cannon 2015，第389頁.
5. ↑  Sumption 1990，第184頁.
6. ↑  Sumption 1990，第39–40頁.
7. ↑  Rodger 2004，第79–80頁.
8. ↑  Fowler 1961，第139–140頁.
9. 1 2 3  Rogers 2004，第95頁.
10. ↑  Sumption 1990，第273, 275頁.
11. ↑  Fowler 1961，第143–144頁.
12. ↑  Vale 1999，第75, 78頁.
13. ↑  Burne 1999，第100頁.
14. ↑  Vale 1999，第72–73, 76頁.
15. ↑  Fowler 1961，第136頁.
16. ↑  Gribit 2016，第113頁.
17. 1 2  Guizot 1870s.
18. 1 2  DeVries 1996，第189頁.
19. ↑  Prestwich 2007，第314頁.
20. ↑  Gribit 2016，第63頁.
21. ↑  Sumption 1990，第455頁.
22. ↑  Gribit 2016，第37–38頁.
23. ↑  Gribit 2016，第113, 251頁.
24. ↑  Sumption 1990，第455–457頁.
25. ↑  Rogers 2004，第94頁.
26. ↑  Fowler 1961，第131–132頁.
27. 1 2  Sumption 1990，第457頁.
28. ↑  Gribit 2016，第61, 113頁.
29. 1 2  Rogers 2004，第96頁.
30. ↑  Sumption 1990，第457–458頁.
31. ↑  Lucas 1929，第519–524頁.
32. ↑  Prestwich 2007，第315頁.
33. ↑  Sumption 1990，第461–463頁.
34. ↑  Fowler 1961，第178頁.
35. ↑  Gribit 2016，第59頁.
36. ↑  Rogers 2004，第97頁.
37. 1 2  Rogers 2004，第89頁.
38. ↑  Burne 1999，第102頁.
39. ↑  Vale 1999，第77頁.
40. ↑  Sumption 1990，第463–464頁.
41. ↑  Rogers 2004，第90–94, 98–104頁.
42. ↑  Sumption 1990，第465頁.
43. ↑  Rogers 2004，第105頁.
44. ↑  Sumption 1990，第466頁.
45. ↑  Burne 1999，第104–105頁.
46. ↑  Rogers 2004，第91頁.
47. ↑  Sumption 1990，第465–467頁.
48. ↑  Fowler 1961，第196頁.
49. ↑  Sumption 1990，第467–468頁.
50. 1 2  Wagner 2006.
51. 1 2  Burne 1999，第107頁.
52. ↑  Burne 1999，第105頁.
53. ↑  King 2002，第269–270頁.
54. ↑  Sumption 1990，第469頁.
55. 1 2  Sumption 1990，第470頁.
56. ↑  Wagner 2006，第97頁.
57. 1 2 3  Burne 1999，第117頁.
58. ↑  Fowler 1961，第197–198頁.
59. ↑  Sumption 1990，第470–471頁.
60. ↑  Burne 1999，第114–115頁.
61. ↑  Fowler 1961，第206–207頁.
62. ↑  Sumption 1990，第474, 476頁.
63. ↑  Burne 1999，第113頁.
64. 1 2  Sumption 1990，第476–478頁.
65. 1 2  Fowler 1961，第232頁.
66. ↑  Fowler 1961，第215頁.
67. ↑  Fowler 1961，第204頁.
68. ↑  Fowler 1961，第211–214頁.
69. ↑  Sumption 1990，第478–480頁.
70. ↑  Rogers 2004，第107, footnote 61頁.
71. ↑  Rogers 2004，第106頁.
72. ↑  Gribit 2016，第22頁.
73. ↑  Oman 1998，第126頁.
74. ↑  Rogers 2004，第107頁.
75. ↑  Sumption 1990，第485–486頁.
76. ↑  Burne 1999，第118頁.
77. ↑  Sumption 1990，第496頁.
78. ↑  Gribit 2016，第138頁.
79. 1 2  Wagner 2006，第3頁.
80. ↑  Fowler 1961，第234頁.
81. ↑  Rodger 2004，第103頁.
82. ↑  Sumption 1990，第526–531頁.
83. ↑  Sumption 1990，第539頁.
84. ↑  Sumption 1990，第541–549頁.

### 來源
- Burne, Alfred. . Ware, Hertfordshire: Wordsworth Editions. 1999. ISBN 978-1-84022-210-4.
- Crowcroft, Robert; Cannon, John. . . Oxford: Oxford University Press: 389. 2015. ISBN 978-0-19-967783-2.
- DeVries, Kelly. . Woodbridge, Suffolk; Rochester, NY: Boydell & Brewer. 1996. ISBN 978-0-85115-571-5.
- Fowler, Kenneth.  (PDF) (学位论文). Leeds: University of Leeds. 1961  [2019-01-17]. （原始内容 (PDF)存档于2018-10-11）.
- Gribit, Nicholas. . Woodbridge, Suffolk: Boydell Press. 2016. ISBN 978-1-78327-117-7.
- Guizot, François. . A Popular History of France from the Earliest Times. 由Robert Black翻译 (D. Estes and C.E. Lauriat). 1870s  [6 December 2018]. OCLC 916066180. （原始内容存档于2018-12-25）.
- Harris, Robin. . Royal Historical Society Studies in History 71. London: Boydell Press. 1994  [2022-08-18]. ISBN 978-0-86193-226-9. （原始内容存档于2022-05-13）.
- King, Andy. . Journal of Medieval History. 2002, 28. ISSN 0304-4181.
- Lucas, Henry S. . Ann Arbor: University of Michigan Press. 1929. OCLC 960872598.
- Oman, Charles. . London: Greenhill Books. 1998 [1924]. ISBN 978-1-85367-332-0.
- Prestwich, M. J.M. Roberts , 编. . Oxford: Oxford University Press. 2007-09-13. ISBN 978-0-19-922687-0.
- Rodger, N.A.M. . London: Penguin. 2004. ISBN 978-0-14-029724-9.
- Rogers, Clifford. Bachrach, Bernard S; DeVries, Kelly; Rogers, Clifford J , 编.  II. Woodbridge, Suffolk: Boydell Press. 2004. ISBN 978-1-84383-040-5. ISSN 0961-7582. |journal=被忽略 (帮助)
- Sumption, Jonathan. . London: Faber and Faber. 1990. ISBN 978-0-571-20095-5.
- Vale, Malcolm. . Curry, Anne; Hughes, Michael  (编). . Woodbridge, Suffolk: Boydell & Brewer. 1999: 69–82  [2019-01-17]. ISBN 978-0-85115-755-9. （原始内容存档于2018-10-20）.
- Wagner, John A. . . Woodbridge, Suffolk: Greenwood: 35–36. 2006. ISBN 978-0-313-32736-0.